# Neville Godwin
Neville Godwin (n. 31 de enero de 1975 en Johannesburgo, Sudáfrica) es un exjugador de tenis sudafricano. El diestro jugador se convirtió en profesional en 1994 y en su carrera alcanzó el puesto Nº90 en singles y Nº50 en dobles. Su mejor actuación en un Grand Slam fueron los octavos de final de Wimbledon en 1996, luego de haber superado la clasificación. Superó los US$900.000 en premios en su carrera y logró un título de ATP.

## Títulos (1)

### Individuales (1)
| Leyenda                |
| Grand Slam (0)         |
| Tennis Masters Cup (0) |
| ATP Masters Series (0) |
| ATP Tour (1)           |

| N.º | Fecha              | Torneo  | Superficie | Oponente en la final | Resultado |
| --- | ------------------ | ------- | ---------- | -------------------- | --------- |
| 1.  | 9 de julio de 2001 | Newport | Césped     | Martin Lee           | 6-1 6-4   |

### Finalista en individuales (1)
- 1998: Newport (pierde ante Leander Paes)

### Finalista en dobles (3)
- 1997: Washington
- 1998: Hong Kong
- 1999: Chennai